# Philander Chase Knox
Philander Chase Knox (Brownsville, 1853. május 6. – Washington, 1921. október 12.) az Amerikai Egyesült Államok szenátora (Pennsylvania, 1904–1909 és 1917–1921).